# Naturens gång
Naturens gång är en svensk dokumentärfilm från 2008 i regi av Nina Hedenius. Den skildrar en gård utanför Orsa där en man arbetar med att bevara de gamla svenska lantrasdjuren. Filmen är utan dialog och kommentarer.

## Mottagande
Johan Croneman skrev i Dagens Nyheter 2010: "Jag har stött på folk i stort sett varje dag under helgerna som pratat sig trötta om Nina Hedenius mästerverk Naturens gång. De ser ut, och låter som nyfrälsta, de har haft en uppenbarelse: Film utan skränig speaker, utan fjäskande musik, bara ett stilla, vackert, meditativt, underskönt foto, en berättelse om något vi mist kontakten med, ett kollektivt undermedvetet som vi håller sträng koll på, och behärskar, genom att köpa och konsumera."